# Geïsoleerde volkeren

Landen met geïsoleerde volkeren

Geïsoleerde volkeren zijn inheemse stammen die weinig tot geen contact hebben met de buitenwereld.

## Omschrijving
Wereldwijd zijn er nog meer dan honderd volkeren die ófwel niet ontdekt zijn, ófwel er bewust voor kiezen geen contact te hebben met de buitenwereld. Sommige stammen reageren vijandig op 'indringers' en bedreigen deze met (primitieve) wapens.
Een gevaar voor de inheemse bevolking is dat ze vaak niet immuun zijn tegen enkele veelvoorkomende ziektes, zoals waterpokken, die veel mensen, waaronder ontdekkingsreizigers, bij zich dragen. Dit kan leiden tot massale sterfte onder stammen die nog niet eerder fysiek contact hebben gehad met de buitenwereld.

## Huidige geïsoleerde gebieden

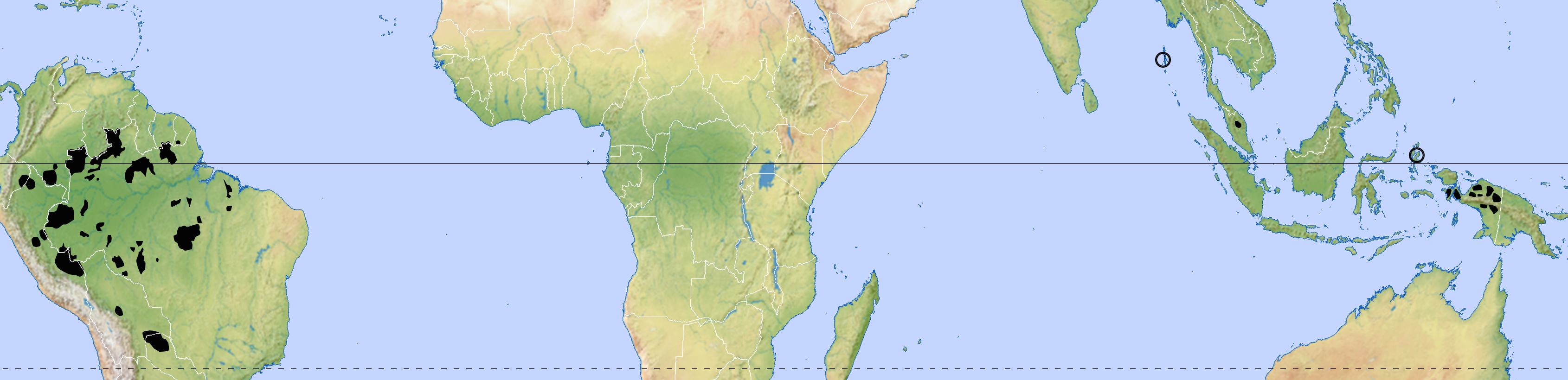
Een kaart met gebieden waar nog geïsoleerde volkeren leefden aan het begin van de 21e eeuw

### Nieuw-Guinea
Het eiland Nieuw-Guinea (gedeeld door de landen Indonesië en Papoea-Nieuw-Guinea) is nog grotendeels niet bestudeerd door wetenschappers. Geschat wordt dat nog meer dan veertig geïsoleerde stammen op het eiland wonen.

### Andaman-eilanden
Op de Andaman-eilanden van India wonen twee stammen die overwegend agressief reageren op buitenstaanders en het meeste contact weigeren: de Sentinelezen van Noord-Sentineleiland (ongeveer 250 mensen) en de Jarawa (ongeveer 300 mensen). Recentelijk zijn de stammen minder schuw geworden, voornamelijk vanwege honger.
In november 2018 werd een Amerikaanse missionaris gedood door leden van de geïsoleerde stam. In 2025 is een Amerikaanse toerist aangehouden voor het benaderen van de Sentinelezen. Het volk is wettelijk beschermd door de Indiase overheid.

### Zuid-Amerika
In en rond het Amazoneregenwoud in Zuid-Amerika zijn tientallen inheemse stammen gevestigd die niet of nauwelijks contact hebben met andere volkeren. Brazilië heeft vermoedelijk de meeste geïsoleerde mensen van alle landen in de wereld.
| Land         | Stammen | Personen  |
| ------------ | ------- | --------- |
| Brazilië     | 67      | >6000     |
| Peru         | >8      | >550      |
| Bolivia      | 5-8     | 300 - 500 |
| Colombia     | 3       | ±450      |
| Venezuela    | 1       | 300-400   |
| India        | 2       | 300 - 350 |
| Paraguay     | 1       | ±300      |
| Guyana       | 2       | ±200      |
| Ecuador      | 1       | 100 - 200 |
| Frans-Guyana | 1       | ±100      |
| Suriname     | 1       | ±50       |

## Voormalige geïsoleerde gebieden
De volgende tabel geeft een overzicht van volkeren en landen en het laatste jaar dat ze geïsoleerd geleefd hebben.
| Stam     | Gebied                  | Land                | Jaar  | Opmerkingen                                |
| -------- | ----------------------- | ------------------- | ----- | ------------------------------------------ |
| Liawep   | Noordwest-Nieuw-Guinea  | Papoea-Nieuw-Guinea | 1993  |                                            |
| Pintupi  | Gibsonwoestijn          | Australië           | 1984  |                                            |
| Tasaday  |                         | Filipijnen          | 1971  | Er zijn aanwijzingen dat dit een hoax was. |
| Korowai  | Zuidoost Papoea         | Indonesië           | ±1970 |                                            |
| Ruc      | Quảng Bình              | Vietnam             | ±1970 |                                            |
| Seminole | Florida                 | Verenigde Staten    | 1930  |                                            |
| Lacandón | Zuid-Mexico / Guatemala | Mexico              | 1924  |                                            |
| Ishi     | Californië              | Verenigde Staten    | 1911  |                                            |

## In cultuur
In de cultuur van de 'beschaafde wereld' heeft het concept van geïsoleerde stammen altijd tot de verbeelding gesproken. Een bekend boek is The Lost World van Arthur Conan Doyle. Ook The Gods Must Be Crazy, een filmkomedie uit 1980 gaat over een man uit een geïsoleerde stam.